# Município de Wayne (condado de Ashtabula, Ohio)
O município de Wayne (em inglês: Wayne Township) é um município localizado no condado de Ashtabula no estado estadounidense de Ohio. No ano de 2010 tinha uma população de 630 habitantes e uma densidade populacional de 10,09 pessoas por km².

## Geografia
O município de Wayne encontra-se localizado nas coordenadas 41° 32′ 16″ N, 80° 39′ 26″ O. Segundo a Departamento do Censo dos Estados Unidos, o município tem uma superfície total de 62.45 km², da qual 62,01 km² correspondem a terra firme e (0,7 %) 0,44 km² é água.

## Demografia
Segundo o censo de 2010, tinha 630 pessoas residindo no município de Wayne. A densidade populacional era de 10,09 hab./km². Dos 630 habitantes, o município de Wayne estava composto pelo 95,08 % brancos, o 0,95 % eram afroamericanos, o 0,63 % eram amerindios, o 1,75 % eram asiáticos, o 0,79 % eram de outras raças e o 0,79 % eram de uma mistura de raças. Do total da população o 1,27 % eram hispanos ou latinos de qualquer raça.